# Sjeverin

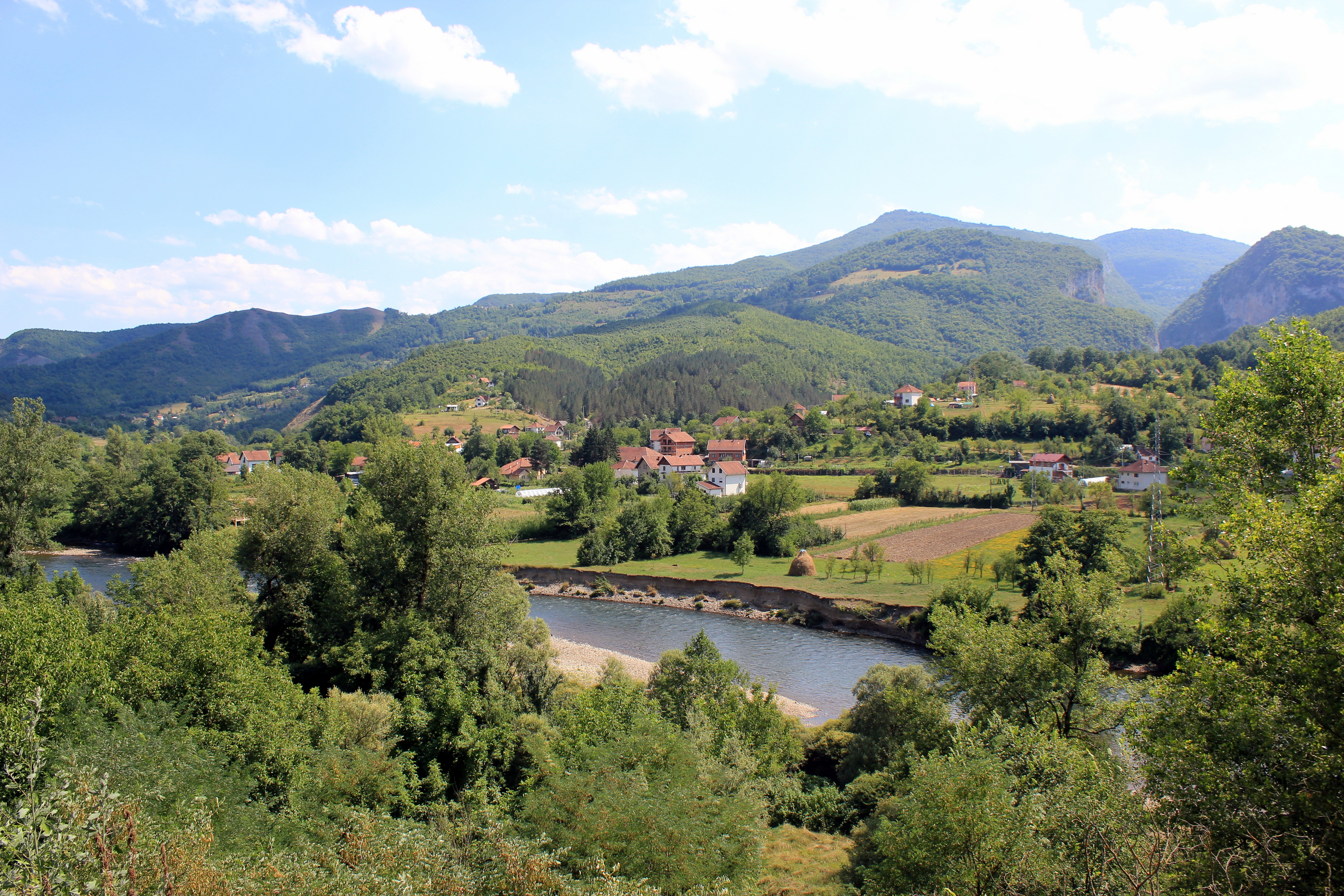
Blick über den Lim nach Sjeverin, im Hintergrund die Sutjeska-Schlucht

Sjeverin (serbisch-kyrillisch Сјеверин) ist ein Ortsteil (mesna zajednica) der Opština Priboj im Westen Serbiens. Es liegt am linken Ufer des Lim, der hier die Grenze zu Bosnien und Herzegowina bildet. Auf asphaltierten Straßen ist der Ort von der nächsten serbischen Stadt Priboj aus nur über bosnisches Territorium zu erreichen.

## Geographie
Sjeverin liegt im äußersten Westen des serbischen Sandžak an der Mündung des Flüsschens Sutjeska in den Lim, etwa zwei Kilometer südlich der bosnischen Kleinstadt Rudo. Die bosnisch-serbische Grenze verläuft mitten im Lim und biegt nördlich des Ortsausganges in Richtung Rudo nach Westen ab.

## Bevölkerung
Bei der serbischen Volkszählung 2011 hatte Sjeverin 380 Einwohner. 2002 waren es nur 337 gewesen, davon hatten sich 244 als Serben bezeichnet (72,4 %), 63 als Bosniaken (18,7 %) und 25 (7,4 %) als Muslime. Damit gehört Sjeverin zu jenen Ortsteilen von Priboj mit einer nennenswerten muslimischen Minderheit.

## Infrastruktur
Durch Sjeverin führt die einzige Verbindungsstraße zwischen Priboj in Serbien und Rudo in Bosnien. Zudem führt die Verbindung zwischen Rudo und seinen östlichen Gemeindeteilen Štrpci und Mioče durch Sjeverin und damit über serbisches Gebiet. Bis zum Zusammenbruch Jugoslawiens stellte diese Grenzziehung in der Praxis kein Problem dar. Sjeverin war ebenso wie seine bosnischen Nachbarorte traditionell auf Priboj als lokales Zentrum ausgerichtet.
An der Straße nach Norden, kurz vor der Brücke über den Lim, befindet sich eine Tankstelle, welche jedoch in Bosnien und Herzegowina liegt. Grenzkontrollen finden zwischen Rudo, Sjeverin und Uvac im Tal des Lim nicht statt, jedoch zwischen Uvac und Priboj.

## Geschichte
Etwa zwei Kilometer oberhalb des Dorfes, hoch über der Schlucht des Baches Sutjeska, befindet sich die Ruine der Burg Sjeverin (heute auch als Jerinin Grad bezeichnet), welche im Mittelalter das Limtal sicherte.
Mit dem Zusammenbruch Jugoslawiens wurde die Grenze, welche Sjeverin auf drei Seiten umschließt, de jure zur internationalen Staatsgrenze. De facto wurde sie jedoch während des Bosnienkrieges kaum kontrolliert, so dass weiterhin ein Austausch zwischen der selbst ernannten Republika Srpska auf der einen und Restjugoslawien auf der anderen Seite möglich war. Auch paramilitärische Verbände wie die „Osvetnici“ von Milan Lukić nutzten die Straße durch Sjeverin als kürzeste Verbindung zwischen Rudo und Višegrad.
Am 22. Oktober 1992 wurden – im Zuge der ethnischen Säuberung des Lim-Tales auf bosnischer Seite – im bosnischen Ort Mioče etwa sechs Kilometer östlich von Sjeverin 16 Insassen eines serbischen Busses von Paramilitärs unter dem Kommando von Lukić entführt. Der Bus war auf der Linie Sjeverin–Priboj über bosnisches Territorium unterwegs. Alle Entführten waren serbische Staatsbürger muslimischer Nationalität und auf dem Weg zu ihren Arbeitsplätzen in und um Priboj. Sie wurden später in das ehemalige Hotel Vilina Vlas bei Višegrad verbracht und ermordet. Ihre Leichen wurden bis heute nicht gefunden. Ein ähnliches Verbrechen ereignete sich im Jahr darauf im nahen Štrpci, als 19 serbische Staatsbürger von Lukić's Truppe aus einem grenzüberschreitenden Zug der Bahnstrecke Belgrad–Bar entführt wurden.